# Un cœur à l'écoute
Un cœur à l'écoute (Sweet Nothing In My Ear) est un téléfilm américain réalisé par Joseph Sargent, diffusé en 2008 aux États-Unis.

## Synopsis
Laura, sourde, et Dan, entendant, vivent ensemble avec leur enfant Adam, également sourd depuis l'âge de quatre ans. Un jour, ce dernier blessé, son père l'emmène aux urgences où il apprend l'existence des implants cochléaires qui pourrait guérir la surdité de son fils. L'évocation de cette idée provoquera un conflit avec sa femme qui, comme ses parents, est partisane de la « Fierté sourde ».

## Fiche technique
- Titre original : Sweet Nothing In My Ear
- Titre français : Un cœur à l'écoute
- Réalisateur : Joseph Sargent
- Scénario : Stephen Sachs
- Direction artistique : Roger L. King
- Décors : Barbara Dunphy
- Costumes : Hope Hanafin
- Photographie : Donald M. Morgan (de)
- Montage : Michael Brown
- Musique : Charles Bernstein
- Productions : Anne Hopkins et Joseph Sargent
- Société de production : Hallmark Hall of Fame Productions
- Société de distribution : Columbia Broadcasting System
- Budget : 7 000 000 de USD
- Pays d'origine : États-Unis
- Langues : anglais, ASL
- Format : Couleur — 1.33 : 1 — 35mm — Son Stéréo
- Genre : Drame
- Durée : 105 minutes
- Dates de diffusion :
  -  États-Unis : 20 avril 2008 sur CBS
  -  France : 29 août 2011 sur TF1

## Distribution
- Marlee Matlin : Laura Miller
- Jeff Daniels : Dan Miller
- Noah Valencia : Adam Miller
- Rosemary Forsyth : Louise MIller
- Bradford English : Henry Miller
- Lily Knight : juge
- Ed Waterstreet : Max
- Phyllis Frelich : Sally
- Sonya Walger : Joanna Tate
- David Oyelowo : Leonard Grisham